# Catillon-Fumechon
Pour les articles homonymes, voir Catillon et Jacques Pierre Aimable Chrestien de Fumechon.
Catillon-Fumechon est une commune française située dans le département de l'Oise, en région Hauts-de-France. Ses habitants sont appelés les Catillonais-Fumechonnais et les Catillonnaises-Fumechonnaises.

## Géographie

### Description

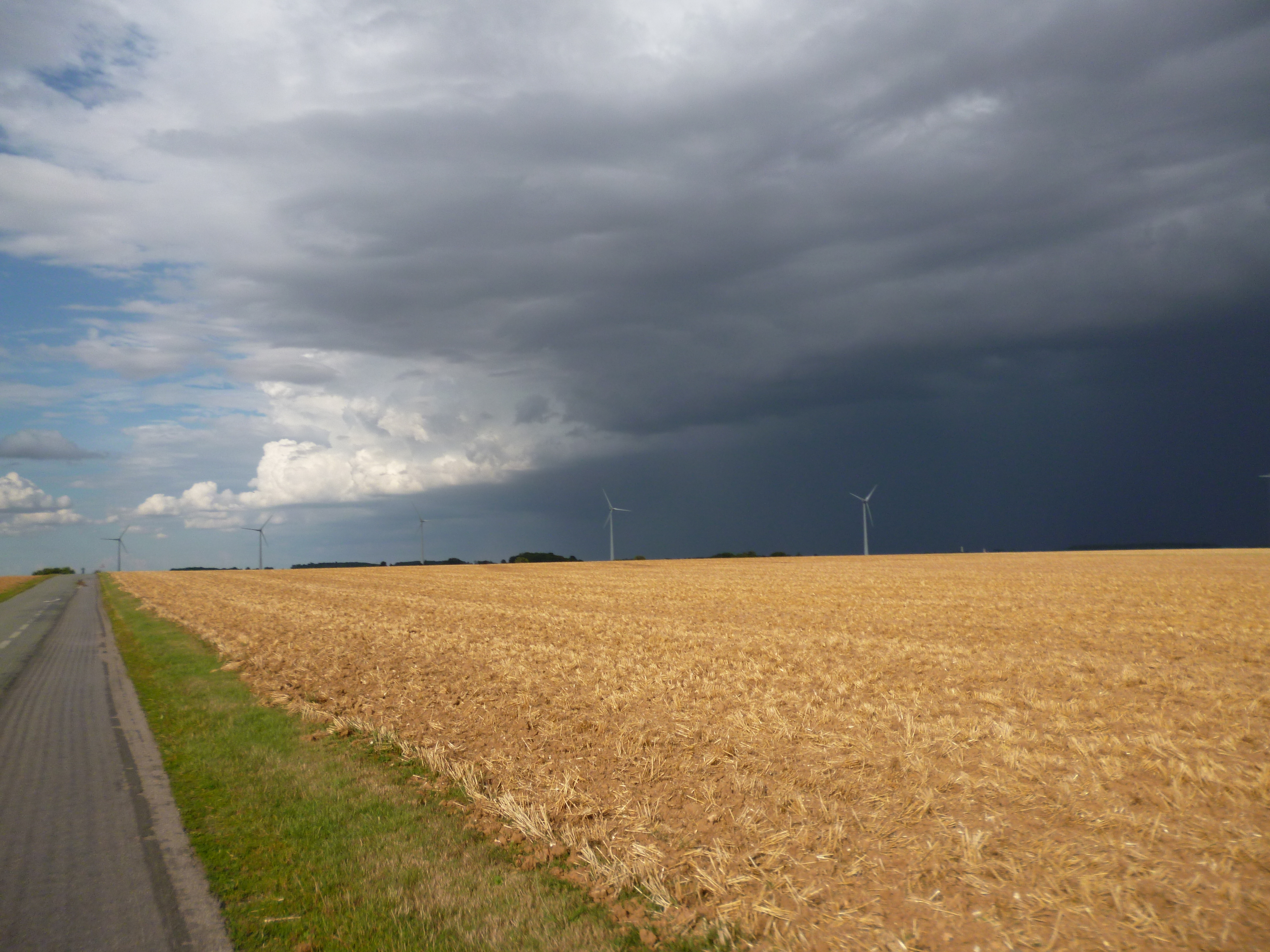
Paysage d'orage et éoliennes.

Catillon-Fumechon est un village périurbain du Plateau picard dans l'Oise, limitrophe au nord-ouest de Saint-Just-en-Chaussée, situé à 24 km au nord-est de Beauvais, 42 km au sud d'Amiens et 34 km au notrd-ouest de Compiègne.
Le territoire communal est traversé par l'ancienne route nationale 16.

### Communes limitrophes
| Wavignies | Ansauvillers      | Quinquempoix           |
| Bucamps   | Catillon-Fumechon |                        |
|           | Nourard-le-Franc  | Saint-Just-en-Chaussée |

### Hydrographie
La commune est située dans le bassin Seine-Normandie. Elle n'est drainée par aucun cours d'eau,.

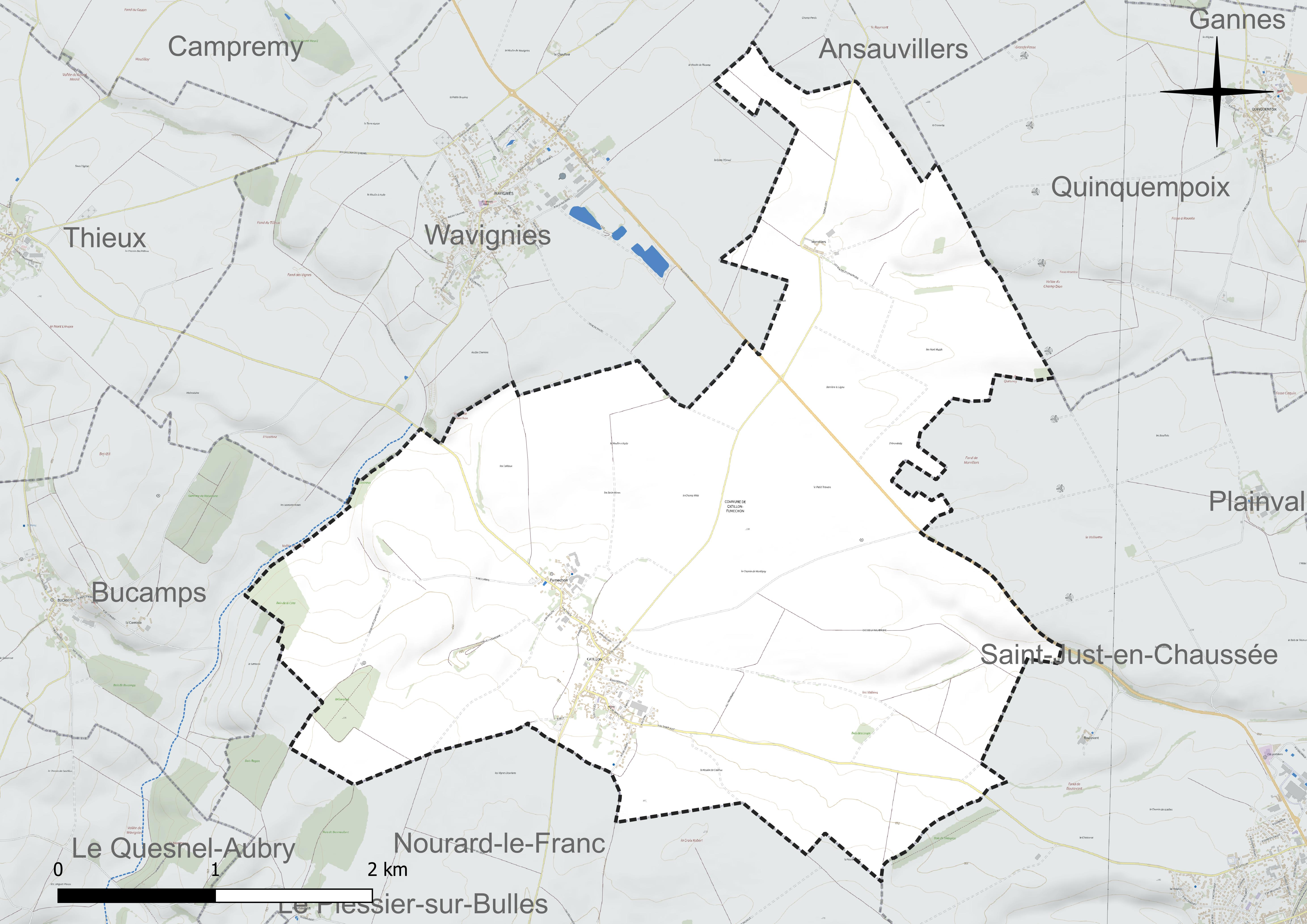
Réseau hydrographique de Catillon-Fumechon.

### Climat
Pour des articles plus généraux, voir Climat des Hauts-de-France et Climat de l'Oise.
En 2010, le climat de la commune est de type climat océanique dégradé des plaines du Centre et du Nord, selon une étude du CNRS s'appuyant sur une série de données couvrant la période 1971-2000. En 2020, Météo-France publie une typologie des climats de la France métropolitaine dans laquelle la commune est exposée à un climat océanique et est dans la région climatique  Nord-est du bassin Parisien, caractérisée par un ensoleillement médiocre, une pluviométrie moyenne régulièrement répartie au cours de l'année et un hiver froid (3 °C). 
Pour la période 1971-2000, la température annuelle moyenne est de 10,5 °C, avec une amplitude thermique annuelle de 14,6 °C. Le cumul annuel moyen de précipitations est de 712 mm, avec 11,8 jours de précipitations en janvier et 7,8 jours en juillet. Pour la période 1991-2020, la température moyenne annuelle observée sur la station météorologique la plus proche, située sur la commune de Rouvroy-les-Merles à 15 km à vol d'oiseau, est de 10,7 °C et le cumul annuel moyen de précipitations est de 647,9 mm,. Pour l'avenir, les paramètres climatiques de la commune estimés pour 2050 selon différents scénarios d'émission de gaz à effet de serre sont consultables sur un site dédié publié par Météo-France en novembre 2022.

## Urbanisme

### Typologie
Au 1er janvier 2024, Catillon-Fumechon est catégorisée commune rurale à habitat dispersé, selon la nouvelle grille communale de densité à sept niveaux définie par l'Insee en 2022.
Elle est située hors unité urbaine et hors attraction des villes,.

### Occupation des sols
L'occupation des sols de la commune, telle qu'elle ressort de la base de données européenne d'occupation biophysique des sols Corine Land Cover (CLC), est marquée par l'importance des territoires agricoles (95,4 % en 2018), une proportion sensiblement équivalente à celle de 1990 (96,1 %). La répartition détaillée en 2018 est la suivante : 
terres arables (95,4 %), zones urbanisées (4,6 %). L'évolution de l'occupation des sols de la commune et de ses infrastructures peut être observée sur les différentes représentations cartographiques du territoire : la carte de Cassini (XVIIIe siècle), la carte d'état-major (1820-1866) et les cartes ou photos aériennes de l'IGN pour la période actuelle (1950 à aujourd'hui).

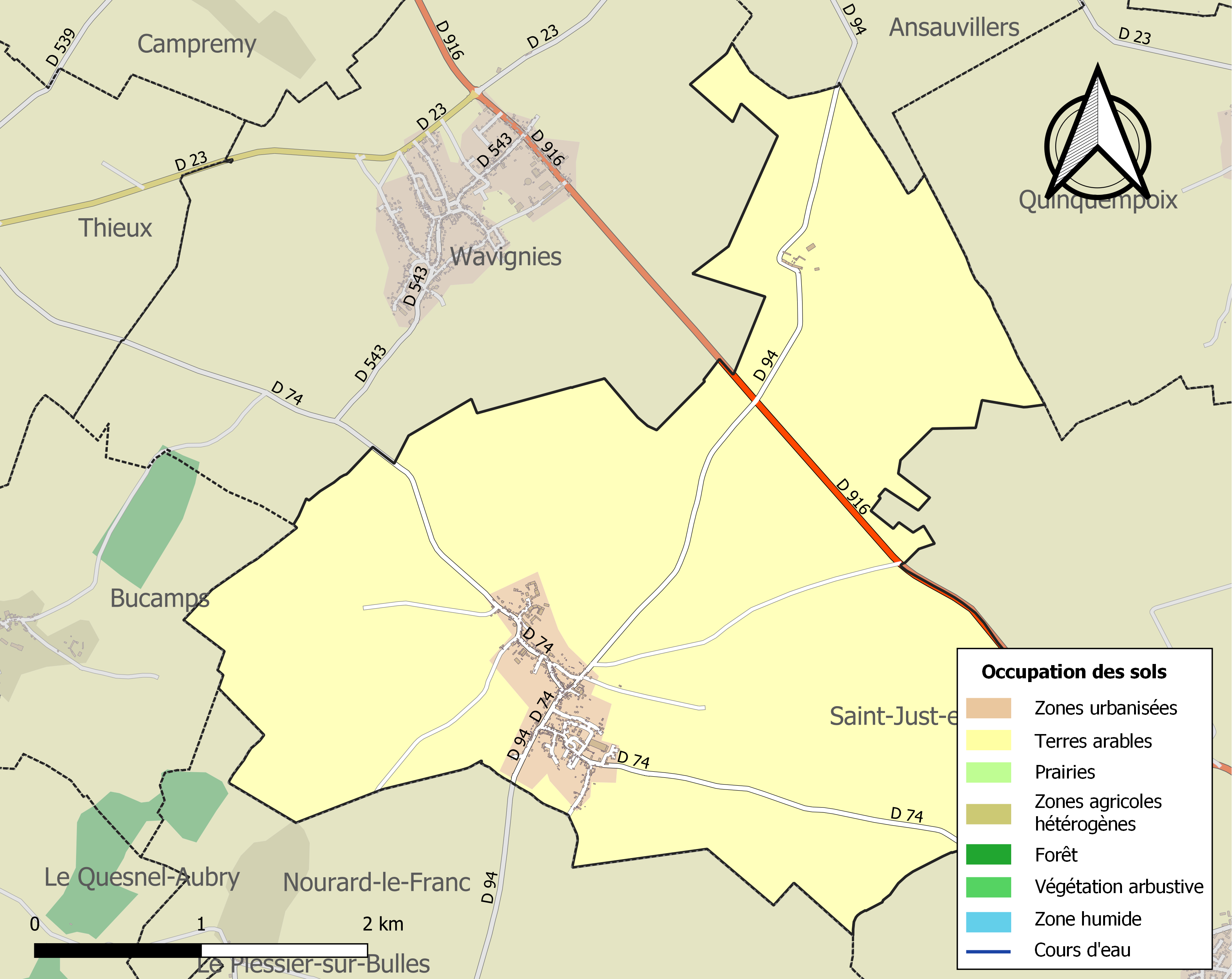
Carte des infrastructures et de l'occupation des sols de la commune en 2018 (CLC).

### Habitat et logement
En 2018, le nombre total de logements dans la commune était de 245, alors qu'il était de 226 en 2013 et de 208 en 2008.
Parmi ces logements, 91 % étaient des résidences principales, 2,9 % des résidences secondaires et 6,1 % des logements vacants. Ces logements étaient pour 97,6 % d'entre eux des maisons individuelles et pour 2,4 % des appartements.
Le tableau ci-dessous présente la typologie des logements à Catillon-Fumechon en 2018 en comparaison avec celle de l'Oise et de la France entière. Une caractéristique marquante du parc de logements est ainsi une proportion de résidences secondaires et logements occasionnels (2,9 %) supérieure à celle du département (2,5 %) et à celle de la France entière (9,7 %). Concernant le statut d'occupation de ces logements, 84,8 % des habitants de la commune sont propriétaires de leur logement (85,5 % en 2013), contre 61,4 % pour l'Oise et 57,5 pour la France entière.
| Typologie                                               | Catillon-Fumechon | Oise | France entière |
| ------------------------------------------------------- | ----------------- | ---- | -------------- |
| Résidences principales (en %)                           | 91                | 90,4 | 82,1           |
| Résidences secondaires et logements occasionnels (en %) | 2,9               | 2,5  | 9,7            |

### Voies de communication et transports
La commune est desservie, en 2023, par les lignes 613 et 6304 du réseau interurbain de l'Oise.

## Toponymie
Catillon est attesté sous les formes Castellio vers 1160, Chastillon en 1238, Castillon en Beauvoisis au XIIIe siècle , Galcheri de Castellione au XIVe siècle, Carstillon en 1520 et Catillon en 1667.

Catillon : « petit château ».

Les cartes de Cassini établies vers 1750-1780 mentionnent les noms de Castillon et Fumechon comme deux paroisses voisines distinctes. Les registres paroissiaux de Catillon de cette époque l'écrivent Catillon, mais l'appellation Castillon semble encore utilisée.
Fumechon est attesté sous les formes Folmuchon vers 1024, Famesson en 1388, Fumeson en 1540.

Du latin fulminatio « action de lancer la foudre », qui a dû signifier : « lieu où a frappé la foudre ».

## Histoire
Catillon  et Fumechon relevaient sous l'Ancien Régime du comté de Clermont,.
Le vieux château fort de Catillon, qui avait été abandonné pendant une trentaine d'années après la Révolution française, est remplacé vers 1816 par un édifice moderne. Le.domaine a été pendant longtemps la propriété de la maison de Belloy
Catillon et Fumechon étaient, sous l'Ancien Régime des paroisses, qui ont été instituées par la Révolution française, en communes  indépendantes.
Fumechon est fugacement intégrée à Catillon de 1826 à 1834, et les deux communes fusionnent  définitivement en 1960, formant désormais  Catillon-Fumechon,.
A Catillon et Fumechon, en 1835, une partie de la population vivait du tissage de toiles de chanvre. Un moulin à vent se trouvait près de Catillon et un autre à Fumechon. Une carrière y était exploitée,.
À la fin de la Guerre franco-allemande de 1870, lors du siège de Paris, le 24 janvier 1871, le ballon monté Torricelli s'envole de la gare de l'Est à Paris, alors assiégée par les prussiens et termine sa course à Fumechon après avoir parcouru 193 kilomètres.
Catillon a été desservi de 1891 à 1961 par la ligne Estrées-Saint-Denis - Froissy - Crèvecœur-le-Grand, une des lignes de chemin de fer secondaire à voie étroite du réseau des chemins de fer départementaux de l'Oise. Cette ligne a été construite par la compagnie du Chemin de fer d'Estrées à Froissy, qui devient en 1908 la compagnie du Chemin de fer d'Estrée à Froissy et Crèvecœur lors du prolongement de la ligne jusqu'à la gare de Crèvecœur-le-Grand. La compagnie générale de voies ferrées d'intérêt local reprend l'exploitation de la ligne de 1920 jusqu'à sa fermeture.

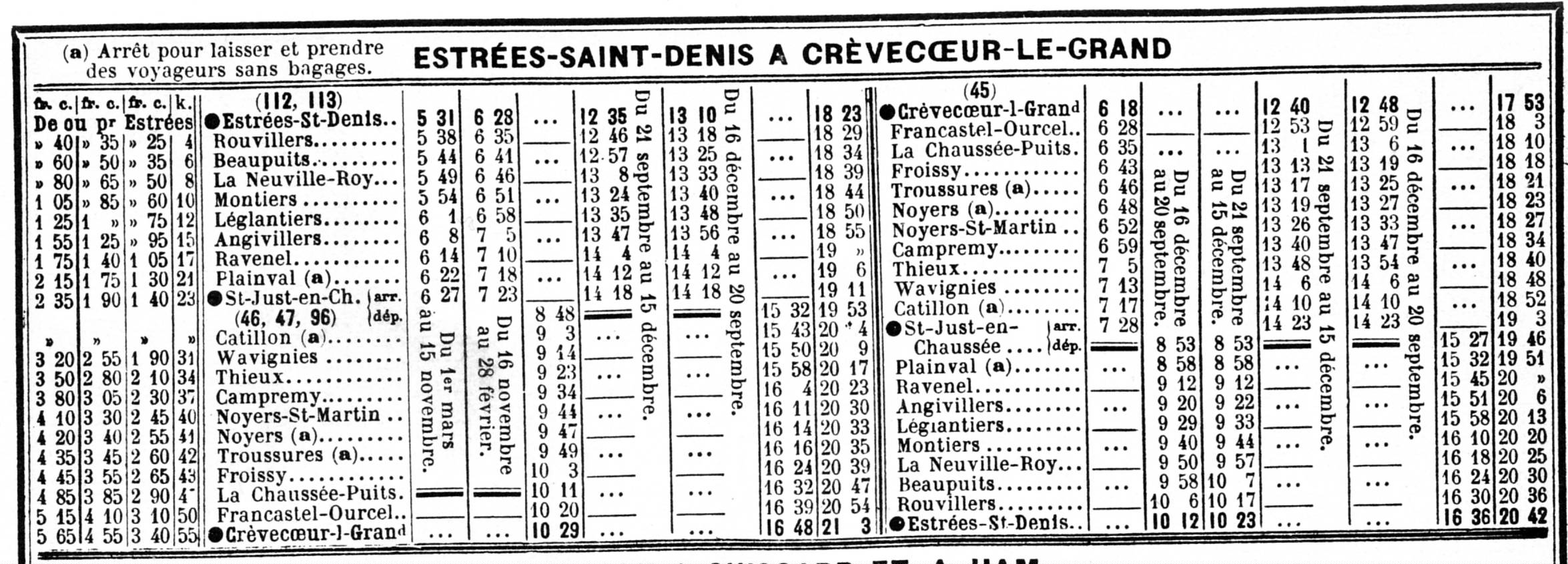
Horaires de la ligne en mai 1914.

## Politique et administration

### Rattachements administratifs et électoraux
La commune se trouve depuis 1942 dans l'arrondissement de Clermont du département de l'Oise. Pour l'élection des députés, elle fait partie depuis 1988 de la première circonscription de l'Oise.
Elle fait partie depuis 1801 du canton de Saint-Just-en-Chaussée. Dans le cadre du redécoupage cantonal de 2014 en France, ce canton, dont la commune est toujours membre, est modifié, passant de 29 à 84 communes.

### Intercommunalité
La commune est membre de la communauté de communes du Plateau Picard, créée fin 1999.
La commune fait partie d'un dispositif de transport solidaire autonome "Le rezo pouce" autostop volontaire" sécurisant et d'un rézo senior pour les ainés, organisé par la communauté de communes du Plateau Picard.

### Liste des maires

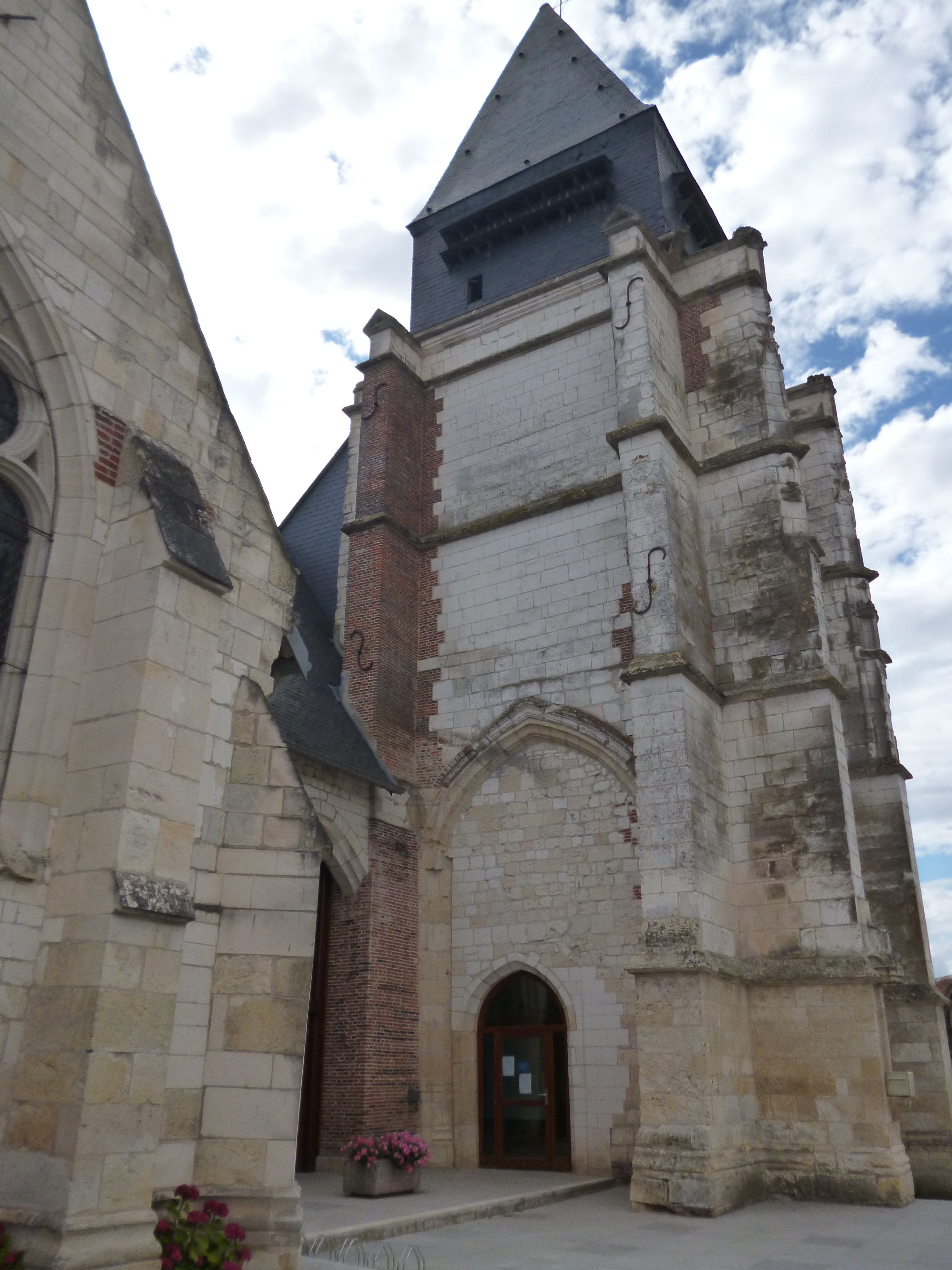
La mairie occupe les locaux de l'ancienne église de Catillon, désacralisée.

| Période                                  | Période                       | Identité           | Étiquette | Qualité |
| ---------------------------------------- | ----------------------------- | ------------------ | --------- | ------- |
| Les données manquantes sont à compléter. |                               |                    |           |         |
| mars 2001                                | 2008                          | Micheline Vantomme | DVD       |         |
| mars 2008                                | 2020                          | Philippe Trunet    |           |         |
| mai 2020                                 | En cours (au 2 décembre 2021) | Didier Dupont      |           |         |

### Politique de développement durable
Un opérateur a demandé en décembre 2018 l'autorisation d'implanter six éoliennes dans la commune. L'autorisation, si elle est accordée, sera précédée par une enquête publique.

## Équipements et services publics

### Enseignement
Les enfants de la commune sont scolarisés avec ceux du Mesnil-sur-Bulles, du Plessier-sur-Bulles et de Nourard-le-Franc au sein d'un regroupement pédagogique intercommunal, doté d'une cantine. Celle-ci, en 2021, se révèle insuffisante pour accueillir tous les enfants qui le souhaiteraient, amenant la direction à instaurer des priorités.

### Sports et loisirs
Un terrain de pétanque a été créé en 2020 par la municipalité et ses agents, pour remplacer un terrain vétuste.

## Population et société

### Démographie

#### Évolution démographique
L'évolution du nombre d'habitants est connue à travers les recensements de la population effectués dans la commune depuis 1793. Pour les communes de moins de 10 000 habitants, une enquête de recensement portant sur toute la population est réalisée tous les cinq ans, les populations de référence des années intermédiaires étant quant à elles estimées par interpolation ou extrapolation. Pour la commune, le premier recensement exhaustif entrant dans le cadre du nouveau dispositif a été réalisé en 2008.

En 2022, la commune comptait 540 habitants, en évolution de +2,66 % par rapport à 2016 (Oise : +0,87 %, France hors Mayotte : +2,11 %).
| 1793 | 1800 | 1806 | 1821 | 1831 | 1836 | 1841 | 1846 | 1851 |
| ---- | ---- | ---- | ---- | ---- | ---- | ---- | ---- | ---- |
| 512  | 567  | 618  | 573  | 800  | 612  | 616  | 618  | 601  |

| 1856 | 1861 | 1866 | 1872 | 1876 | 1881 | 1886 | 1891 | 1896 |
| ---- | ---- | ---- | ---- | ---- | ---- | ---- | ---- | ---- |
| 580  | 603  | 525  | 476  | 494  | 472  | 432  | 410  | 360  |

| 1901 | 1906 | 1911 | 1921 | 1926 | 1931 | 1936 | 1946 | 1954 |
| ---- | ---- | ---- | ---- | ---- | ---- | ---- | ---- | ---- |
| 370  | 360  | 356  | 325  | 352  | 302  | 301  | 318  | 354  |

| 1962 | 1968 | 1975 | 1982 | 1990 | 1999 | 2006 | 2008 | 2013 |
| ---- | ---- | ---- | ---- | ---- | ---- | ---- | ---- | ---- |
| 438  | 432  | 411  | 405  | 460  | 517  | 565  | 579  | 536  |

| 2018 | 2022 | - | - | - | - | - | - | - |
| ---- | ---- | - | - | - | - | - | - | - |
| 546  | 540  | - | - | - | - | - | - | - |

#### Pyramide des âges
La population de la commune est relativement jeune.
En 2018, le taux de personnes d'un âge inférieur à 30 ans s'élève à 31,3 %, soit en dessous de la moyenne départementale (37,3 %). À l'inverse, le taux de personnes d'âge supérieur à 60 ans est de 23,8 % la même année, alors qu'il est de 22,8 % au niveau départemental.
En 2018, la commune comptait 271 hommes pour 275 femmes, soit un taux de 50,37 % de femmes, légèrement inférieur au taux départemental (51,11 %).
Les pyramides des âges de la commune et du département s'établissent comme suit.
| Hommes | Classe d’âge | Femmes |
| ------ | ------------ | ------ |
| 1,1    | 90 ou +      | 0,4    |
| 4,8    | 75-89 ans    | 8,0    |
| 16,6   | 60-74 ans    | 16,7   |
| 25,1   | 45-59 ans    | 25,5   |
| 21,4   | 30-44 ans    | 17,8   |
| 15,1   | 15-29 ans    | 14,9   |
| 15,9   | 0-14 ans     | 16,7   |

| Hommes | Classe d’âge | Femmes |
| ------ | ------------ | ------ |
| 0,5    | 90 ou +      | 1,4    |
| 5,5    | 75-89 ans    | 7,6    |
| 15,6   | 60-74 ans    | 16,3   |
| 20,8   | 45-59 ans    | 20     |
| 19,4   | 30-44 ans    | 19,4   |
| 17,6   | 15-29 ans    | 16,2   |
| 20,6   | 0-14 ans     | 19,1   |

### Manifestations culturelles et festivités
- Le festival « Campagne en fêtes », organisé par les jeunes agriculteurs de l'Oise, s'est tenu au village en 2008[34].
- Le marché fermier médiéval, dont la 10e édition, organisée par l'association La Troupe des sous-bois, a eu lieu début octobre 2018[35].

## Culture locale et patrimoine

### Lieux et monuments
Le village présente une belle harmonie alliant patrimoine traditionnel et éléments contemporains.
On peut notamment signaler : 
- La mairie, qui occupe le bâtiment de l'ancienne église Saint-Nicolas-et-Notre-Dame de Catillon (XIIIe, XVIe et XVIIIe siècles) : Le clocher et la nef datent du XVIe siècle et le chœur en brique a été construit au XVIIIe siècle. L'église fait l'objet d'une inscription au titre des monuments historiques en 1951[37].

Désaffectée depuis le début des années 1960 après la fusion des deux communes, elle a été désacralisée à la suite du refus de l'évêché de la voir transformée en chapelle, les autorités ecclésiastiques estimant qu'un seul lieu de culte catholique suffisait pour cette petite commune.
L'édifice a donc été réaménagée pour devenir la mairie de la commune en 2007, le bureau du maire se trouvant désormais sous le clocher et la salle du conseil municipal dans la nef, le tout sur 200 m2. Toutefois, le chœur n'a pas été désacralisé et demeure un lieu cultuel.
Une salle culturelle complète l'utilisation du bâtiment. Ses travaux ont commencé en 2014 et s'achèvent à l'automne 2019. Une partie du mobilier liturgique (l'autel, les fonts baptismaux du XIIIe siècle et certaines statues seront réimplantés dans la salle culturelle,.
- Église Saint-Lucien à Fumechon.
- Le château de Catillon, du XIXe siècle, qui a succédé à une forteresse détruite en 1816[41].

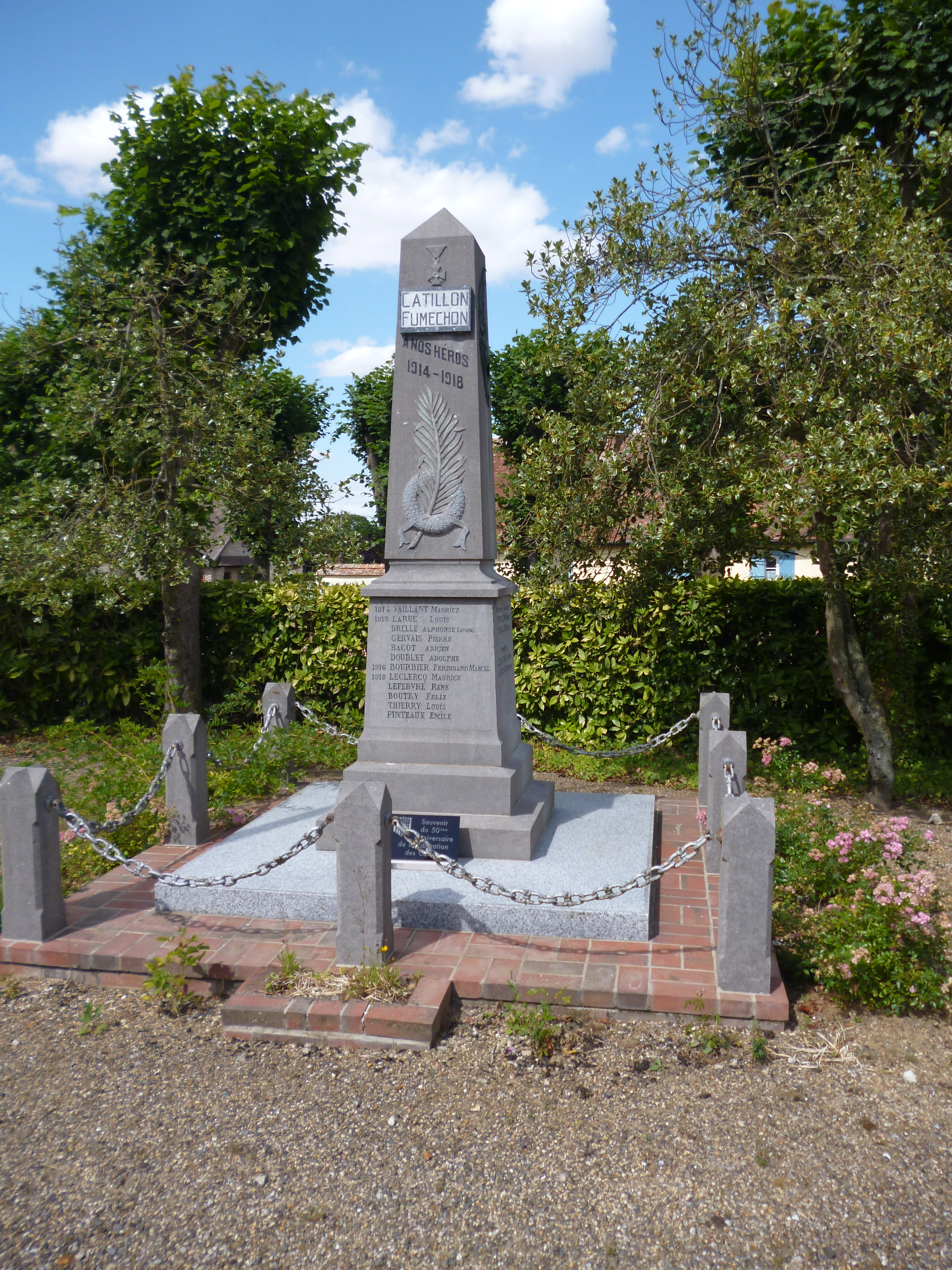
Le monument aux morts.
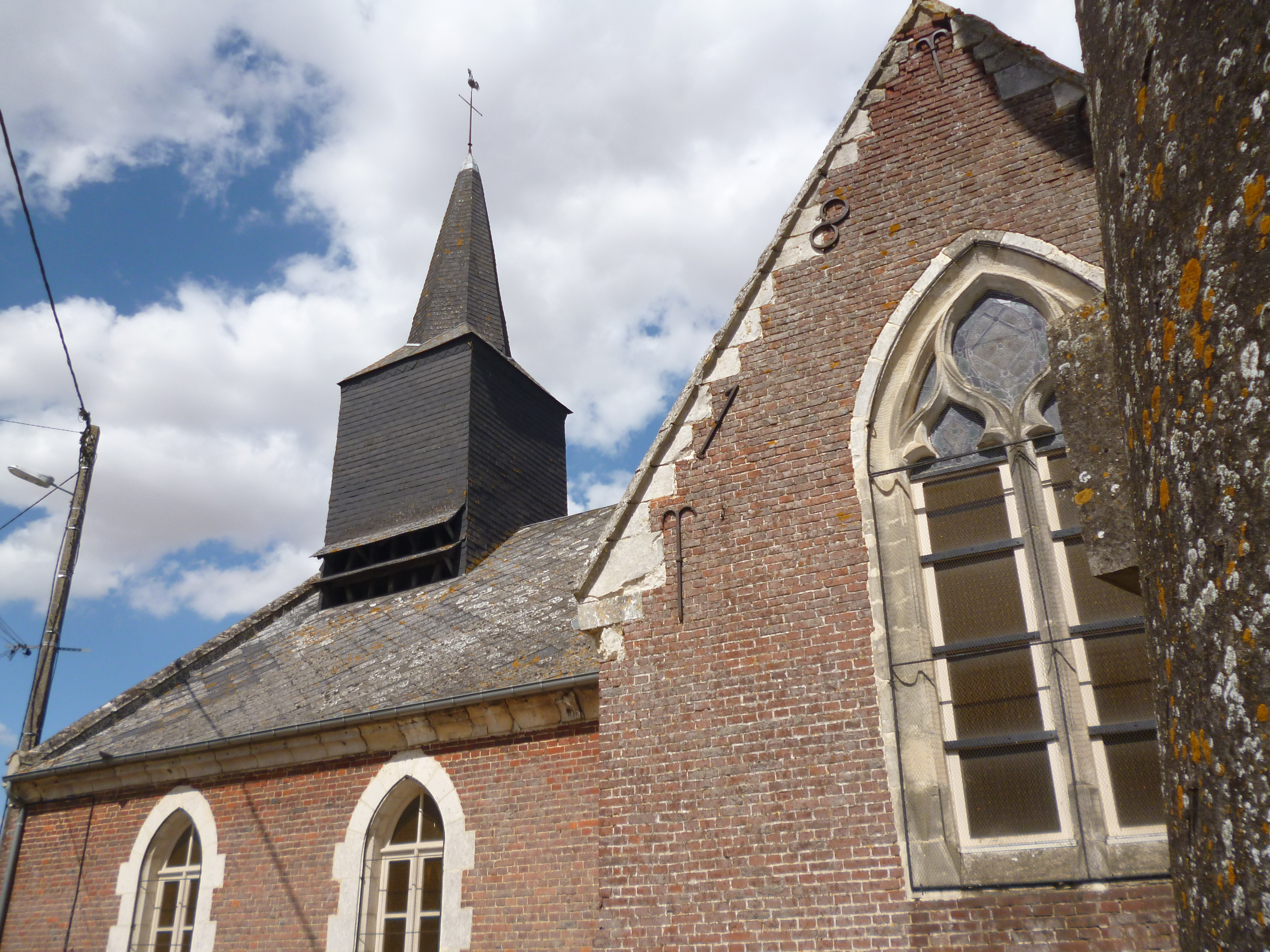
Église Saint-Lucien à Fumechon.
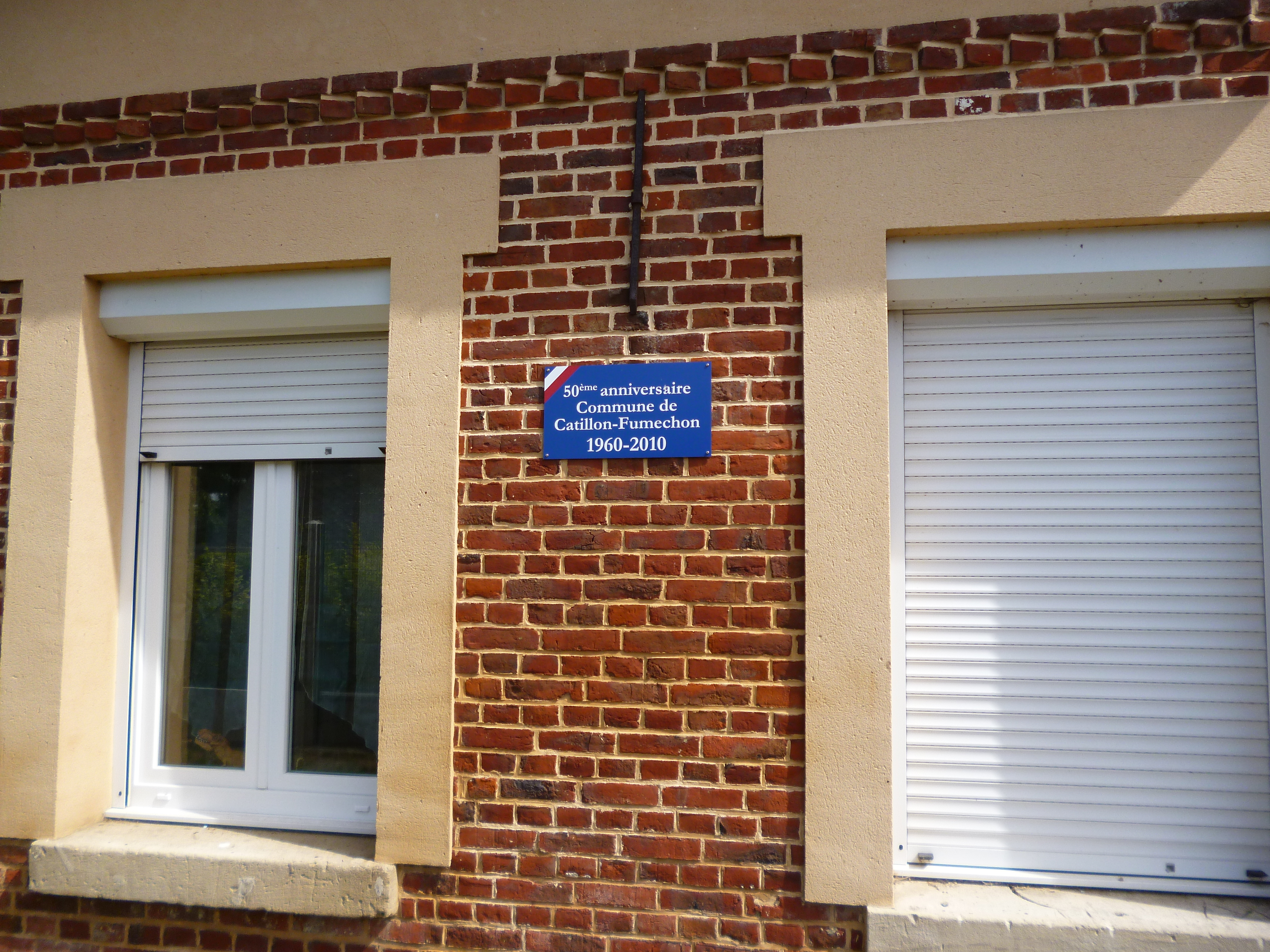
Plaque commémorative de  la fusion de 1960.